# Orthofidonia
Orthofidonia is een geslacht van vlinders van de familie spanners (Geometridae), uit de onderfamilie Ennominae.

## Soorten
- O. flavivenata Hulst, 1898
- O. tinctaria (Walker, 1860)